# Dimităr Kostadinov
Dimităr Miroslavov Kostadinov (in bulgaro Димитър Мирославов Костадинов?; Burgas, 14 agosto 1999) è un calciatore bulgaro, centrocampista dell'PSFK Černomorec Burgas.

## Caratteristiche tecniche
È un centrocampista offensivo.

## Carriera

### Club
Cresciuto nelle giovanili del Septemvri Sofia, debutta in prima squadra il 28 luglio 2017 in occasione dell'incontro di prima divisione perso 2-0 contro lo Slavia Sofia; realizza la sua prima rete il 23 aprile 2018, nella vittoria per 2-0 contro la Lokomotiv Plovdiv.
Il 1º febbraio 2024 viene ceduto in prestito al Crotone.
A fine stagione viene riscattato dai calabresi, salvo poi venire ceduto a titolo temporaneo all'Union Clodiense CS l'8 gennaio 2025.
Il 2 luglio 2025 viene ceduto a ttolo definitivo al PSFK Černomorec Burgas.

### Nazionale
Ha giocato nelle nazionali giovanili bulgare Under-17 ed Under-19.

## Statistiche
Statistiche aggiornate al 29 maggio 2021.

### Presenze e reti nei club
| Stagione        | Squadra           | Campionato      | Campionato | Campionato | Coppe nazionali | Coppe nazionali | Coppe nazionali | Coppe continentali | Coppe continentali | Coppe continentali | Altre coppe | Altre coppe | Altre coppe | Totale | Totale | Totale |
| Stagione        | Squadra           | Comp            | Pres       | Reti       | Comp            | Pres            | Reti            | Comp               | Pres               | Reti               | Comp        | Pres        | Reti        | Pres   | Reti   |        |
| --------------- | ----------------- | --------------- | ---------- | ---------- | --------------- | --------------- | --------------- | ------------------ | ------------------ | ------------------ | ----------- | ----------- | ----------- | ------ | ------ | ------ |
| 2017-2018       | Septemvri Sofia   | 1-PFL           | 13         | 1          | CB              | 2               | 0               |                    | -                  | -                  |             | -           | -           | 15     | 1      |        |
| 2018-2019       | Septemvri Sofia   | 1-PFL           | 6          | 0          | CB              | 3               | 1               |                    | -                  | -                  |             | -           | -           | 9      | 1      |        |
| 2019-2020       | Neftohimik Burgas | 2-PFL           | 10+1       | 3          | CB              | 0               | 0               |                    | -                  | -                  |             | -           | -           | 11     | 3      |        |
| 2020-gen. 2021  | Septemvri Sofia   | 2-PFL           | 10         | 6          | CB              | 0               | 0               |                    | -                  | -                  |             | -           | -           | 10     | 6      |        |
| gen.-giu. 2021  | Carsko Selo       | 1-PFL           | 14         | 5          | CB              | 0               | 0               |                    | -                  | -                  |             | -           | -           | 14     | 5      |        |
| Totale carriera | Totale carriera   | Totale carriera | 54         | 15         |                 | 5               | 1               |                    | -                  | -                  |             | -           | -           | 59     | 16     |        |

## Palmarès

### Club

#### Competizioni nazionali
- Coppa di Bulgaria: 1

Levski Sofia: 2021-2022